# David Leitch
David Leitch (Stratford, 16 novembre 1975) è uno stuntman, regista, attore e produttore cinematografico statunitense.
Iniziò la carriera a Hollywood negli anni '90 lavorando come stuntman. In seguito fondò una società di stuntmen col collega Chad Stahelski.

## Biografia
Cresciuto a Kohler, in Wisconsin, Leitch si appassiona alle arti marziali fin da bambino. Ha avuto una formazione da autodidatta, allenandosi nel suo garage e studiando riviste e libri sulle arti marziali. In seguito riesce ad entrare all'Accademia Dan Inosanto durante gli studi presso l'Università del Minnesota. Dopo la laurea in relazioni internazionali, ha scelto di lavorare come insegnante e di aprire una scuola di arti marziali subito dopo il college.
Incontra Chad Stahelski, che viveva a Los Angeles, e assieme iniziano a lavorare come stuntman. Leitch ha lavorato come controfigura di Brad Pitt in film come Fight Club, The Mexican - Amore senza la sicura, Spy Game, Troy e Ocean's Eleven. È stato anche la controfigura di Jean-Claude Van Damme in The Replicant e The Order. Assieme al socio Chad Stahelski ha fondato una società chiamata 87Eleven, per la formazione e il coordinamento degli stuntman, contribuendo ad alcuni successi hollywoodiani come Conan the Barbarian, In Time, The Bourne Legacy e Hansel & Gretel - Cacciatori di streghe.
Nel 2014 Leitch e Stahelski hanno co-diretto il film d'azione John Wick. Nel 2017 è stata distribuita nei cinema la seconda regia di Leitch, pellicola intitolata Atomica bionda e interpretata da Charlize Theron e James McAvoy. A Leitch è stata affidata inoltre la regia di Deadpool 2, seguito di Deadpool, uscito nel 2018. Sempre nel 2018 viene confermato alla regia dello spin-off della saga Fast and Furious dal titolo Fast & Furious - Hobbs & Shaw uscito l'8 agosto 2019 nelle sale italiane.

## Filmografia

### Regista

#### Lungometraggi
- Atomica bionda (Atomic Blonde) (2017)
- Deadpool 2 (2018)
- Fast & Furious - Hobbs & Shaw (Fast & Furious Presents: Hobbs & Shaw) (2019)
- Bullet Train (2022)
- The Fall Guy (2024)
- How to Rob a Bank (2026)

#### Cortometraggi
- Deadpool: No Good Deed (2017)

### Attore
- Più forte ragazzi (Martial Law) - serie TV, 4 episodi (1998)
- Yup Yup Man, regia di Glenn Klinker (2000)
- Walker Texas Ranger - serie TV, 1 episodio (2001)
- Ocean's Eleven - Fate il vostro gioco (Ocean's Eleven), regia di Steven Soderbergh (2001)
- The Order, regia di Sheldon Lettich (2001)
- Nine Lives, regia di Andrew Green (2002)
- Hell - Esplode la furia (In Hell), regia di Ringo Lam (2003)
- Streghe (Charmed) - serie TV, 1 episodio (2004)
- Hazzard (The Dukes of Hazzard), regia di Jay Chandrasekhar (2005)
- V per Vendetta (V for Vendetta), regia di James McTeigue (2005)
- 300, regia di Zack Snyder (2007)
- Ninja Assassin, regia di James McTeigue (2009)
- The King of Fighters, regia di Gordon Chan (2010)
- Professione assassino (The Mechanic), regia di Simon West (2011)
- The Bourne Legacy, regia di Tony Gilroy (2012)
- Escape Plan - Fuga dall'inferno (Escape Plan), regia di Mikael Håfström (2013)
- Deadpool 2, regia di David Leitch (2018)
- Fast & Furious - Hobbs & Shaw, regia di David Leitch (2019)
- Bullet Train, regia di David Leitch (2022)

### Produttore
- John Wick, regia di Chad Stahelski (2014)
- John Wick - Capitolo 2 (John Wick - Chapter 2), regia di Chad Stahelski (2017)
- John Wick 3 - Parabellum (John Wick: Chapter 3 - Parabellum), regia di Chad Stahelski (2019)
- Io sono nessuno (Nobody), regia di Il'ja Najšuller (2021)
- Kate, regia di Cedric Nicolas-Troyan (2021)
- Bullet Train, regia di David Leitch (2022)
- Una notte violenta e silenziosa (Violent Night), regia di Tommy Wirkola (2022)
- John Wick 4 (John Wick: Chapter 4), regia di Chad Stahelski (2023)
- The Continental: Dal mondo di John Wick (The Continental: From the World of John Wick) - miniserie TV, 3 episodi (2023)
- The Fall Guy, regia di David Leitch (2024)

### Stuntman
In questa sezione sono elencati i film in cui Leitch ha lavorato come stuntman, controfigura o coordinatore degli stuntman.
- Perfect Target, regia di Sheldon Lettich (1997)
- Orgazmo, regia di Trey Parker (1997)
- Baseketball, regia di David Zucker (1998)
- Blade, regia di Stephen Norrington (1998)
- Out in Fifty, regia di Bojesse Christopher e Scott Anthony Leet (1999)
- Fight Club, regia di David Fincher (1999)
- Big Mama (Big Momma's House), regia di Raja Gosnell (2000)
- Men of Honor - L'onore degli uomini (Men of Honor), regia di George Tillman Jr. (2000)
- The Mexican - Amore senza la sicura (The Mexican), regia di Gore Verbinski (2001)
- Un corpo da reato (One Night at McCool's), regia di Harald Zwart (2001)
- Buffy l'ammazzavampiri - serie TV 19 episodi (1997-2001)
- The Replicant, regia di Ringo Lam (2001)
- The Score, regia di Frank Oz (2001)
- L'ora della violenza 4 (The Substitute: Failure Is Not an Option), regia di Robert Radler (2001)
- Fantasmi da Marte (Ghosts of Mars), regia di John Carpenter (2001)
- Corky Romano - Agente di seconda mano (Corky Romano), regia di Rob Pritts (2001)
- Spy Game, regia di Tony Scott (2001)
- Ocean's Eleven - Fate il vostro gioco (Ocean's Eleven), regia di Steven Soderbergh (2001)
- The Order, regia di Sheldon Lettich (2001)
- Tutta colpa di Sara (Serving Sara), regia di Reginald Hudlin (2002)
- Daredevil, regia di Mark Steven Johnson (2003)
- Hell - Esplode la furia (In Hell), regia di Ringo Lam (2003)
- Seabiscuit - Un mito senza tempo (Seabiscuit), regia di Gary Ross (2003)
- S.W.A.T. - Squadra speciale anticrimine (S.W.A.T.), regia di Clark Johnson (2003)
- Matrix Revolutions (The Matrix Revolutions), regia dei fratelli Wachowski (2003)
- Fratelli per la pelle (Stuck on You), regia di Peter e Bobby Farrelly (2003)
- U-429 - Senza via di fuga (In Enemy Hands), regia di Tony Giglio (2004)
- Van Helsing, regia di Stephen Sommers (2004)
- Troy, regia di Wolfgang Petersen (2004)
- Constantine, regia di Francis Lawrence (2005)
- xXx 2: The Next Level (xXx: State of the Union), regia di Lee Tamahori (2005)
- Hazzard (The Dukes of Hazzard), regia di Jay Chandrasekhar (2005)
- Mr. & Mrs. Smith, regia di Doug Liman (2005)
- Serenity, regia di Joss Whedon (2005)
- V per Vendetta (V for Vendetta), regia di James McTeigue (2005)
- Underworld: Evolution, regia di Len Wiseman (2006)
- Chiamata da uno sconosciuto (When a Stranger Calls), regia di Simon West (2006)
- 300, regia di Zack Snyder (2006)
- Next, regia di Lee Tamahori (2007)
- The Bourne Ultimatum - Il ritorno dello sciacallo (The Bourne Ultimatum), regia di Paul Greengrass (2007)
- Invasion (The Invasion), regia di Oliver Hirschbiegel (2007)
- Balls of Fury - Palle in gioco (Balls of Fury), regia di Ben Garant (2007)
- Jumper - Senza confini (Jumper), regia di Doug Liman (2008)
- Speed Racer, regia dei fratelli Wachowski (2008)
- Prossima fermata: l'inferno (The Midnight Meat Train), regia di Ryūhei Kitamura (2008)
- Bangkok Dangerous - Il codice dell'assassino (Bangkok Dangerous), regia dei fratelli Pang (2008)
- X-Men le origini - Wolverine (X-Men Origins: Wolverine), regia di Gavin Hood (2009)
- Angeli e demoni (Angels & Demons), regia di Ron Howard (2009)
- Una notte da leoni (The Hangover), regia di Todd Phillips (2009)
- Ninja Assassin, regia di James McTeigue (2009)
- The King of Fighters, regia di Gordon Chan (2010)
- Tron: Legacy, regia di Joseph Kosinski (2010)
- Professione assassino (The Mechanic), regia di Simon West (2011)
- Conan the Barbarian, regia di Marcus Nispel (2011)
- In Time, regia di Andrew Niccol (2011)
- The Bourne Legacy, regia di Tony Gilroy (2012)
- Hansel & Gretel - Cacciatori di streghe (Hansel & Gretel: Witch Hunters), regia di Tommy Wirkola (2013)
- Tartarughe Ninja (Teenage Mutant Ninja Turtles), regia di Jonathan Liebesman (2014)
- Jupiter - Il destino dell'universo (Jupiter Ascending), regia dei fratelli Wachowski (2015)
- Hitman: Agent 47, regia di Aleksander Bach (2015)